# Luís Fazenda

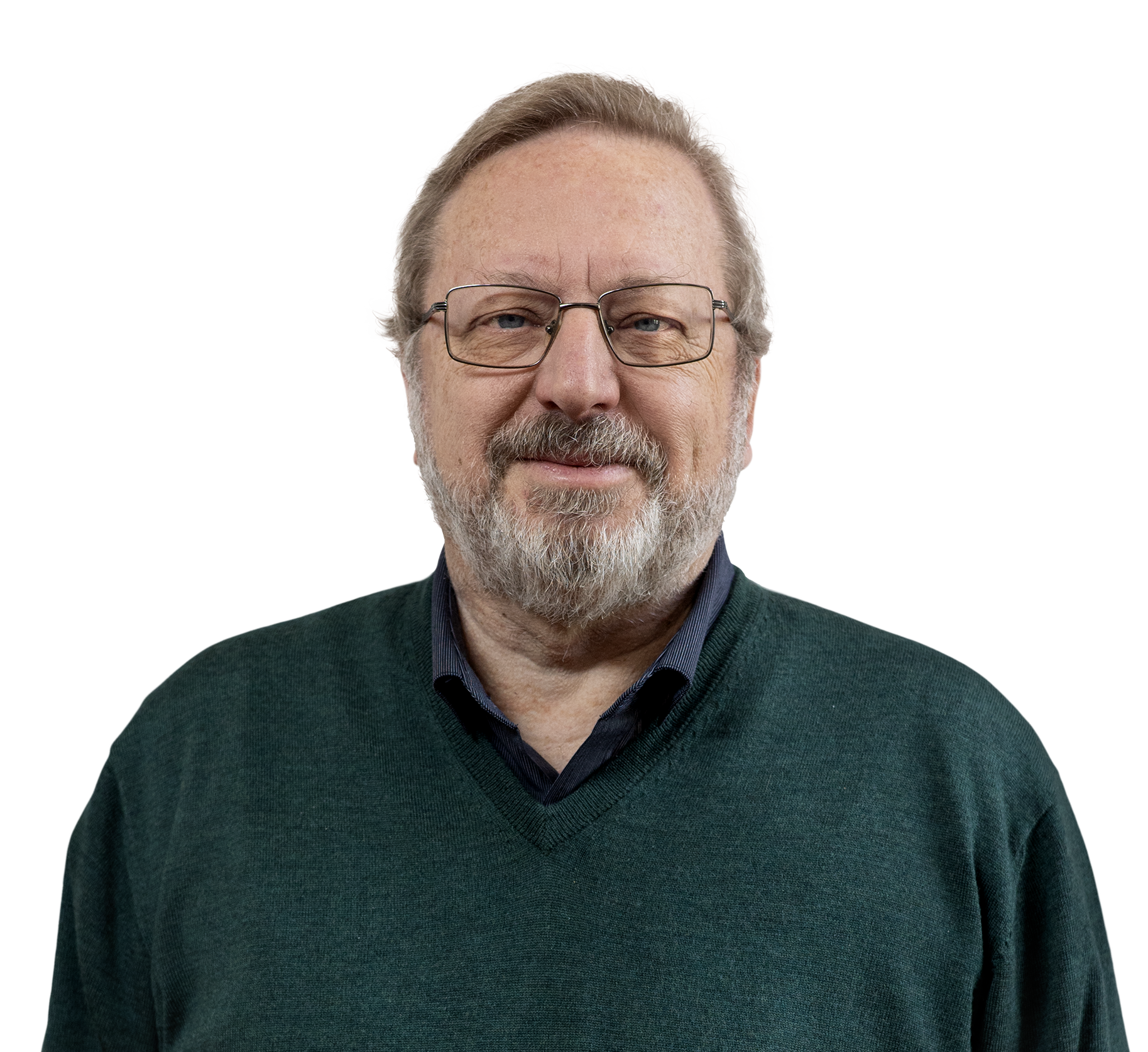
Luís Fazenda

Luís Emídio Lopes Mateus Fazenda (Lisboa, 8 de outubro de 1957) é um professor e político português. É membro do secretariado da Comissão Política do Bloco de Esquerda.

## Família
Filho de Emídio Salvador Fazenda (Faro, 19 de dezembro de 1929) e de sua mulher, Maria de Lourdes Ortigão Peres Lopes Mateus (Faro, 1 de julho de 1931), prima-sobrinha-neta em 2.º grau e prima-sobrinha-bisneta em 2.º grau de Ramalho Ortigão, e irmão de Maria da Conceição Lopes Mateus Salvador Fazenda (Lisboa, 4 de abril de 1952), solteira e sem geração.

## Biografia e Atividade Política
Entre 1977 e 1989 colaborou com os sindicatos agrícolas do Douro e dos trabalhadores mineiros.
Foi dirigente da União Democrática Popular, partido pelo qual foi eleito como Deputado em regime de substituição na VI Legislatura à Assembleia da República no ano de 1991.
Fez comentário político na SIC Notícias, entre os anos 2004 de 2015, no programa Frente a Frente. 
Foi Deputado eleito à Assembleia da República pelo Bloco de Esquerda, partido do qual é fundador e dirigente, entre 1999 e 2015, e desempenhou as funções de Vice-Presidente da Assembleia da República entre 2009 e 2011. Foi candidato, pelo BE, à Presidência da Câmara Municipal de Sintra nas eleições autárquicas de 2013.
Em 2025, foi anunciado como cabeça de lista pelo Distrito de Aveiro para as eleições legislativas desse ano, como parte de uma estratégia para apontar os fundadores do Bloco de Esquerda para liderar as listas de distritos onde o partido elegeu no passado.
É a favor da despenalização do aborto, do casamento entre pessoas do mesmo sexo e da paz na Ucrânia e na Palestina. 
Tem no seu trabalho parlamentares diversos projetos de lei de sua autoria, nomeadamente: proteção aos trabalhadores desempregados, fim das portagens, proteção ambiental, combate ao trabalho precário, entre outros.   

## Casamento e descendência
Casou a 16 de abril de 1977 com Maria do Céu da Cunha Meneses (Lisboa, Santa Maria de Belém, 16 de julho de 1954), filha de Alfredo Brasil de Meneses e de sua mulher (Lisboa, São Sebastião da Pedreira, 16 de agosto de 1939) Júlia de Bettencourt da Cunha (Calheta, Calheta, 7 de outubro de 1913 - Lisboa, Restelo, 1987) e irmã de Fátima, Gustavo, Orlando e João Manuel da Cunha Meneses, de quem tem um filho e uma filha:
- Rui Sérgio Meneses Fazenda (Lisboa, Campo Grande, 9 de abril de 1978)
- Vera Isabel Meneses Fazenda (Lisboa, Alcântara, 25 de setembro de 1983)